# Chromis amboinensis
Chromis amboinensis es una especie de peces de la familia Pomacentridae en el orden de los Perciformes.

## Morfología
Los machos pueden llegar alcanzar los 9 cm de longitud total.

## Hábitat
Es un pez de mar.

## Distribución geográfica
Se encuentra desde la Isla de Navidad y el noroeste de Australia hasta Samoa, Tonga e Islas Marshall.